# الإنتاج الأولي البحري

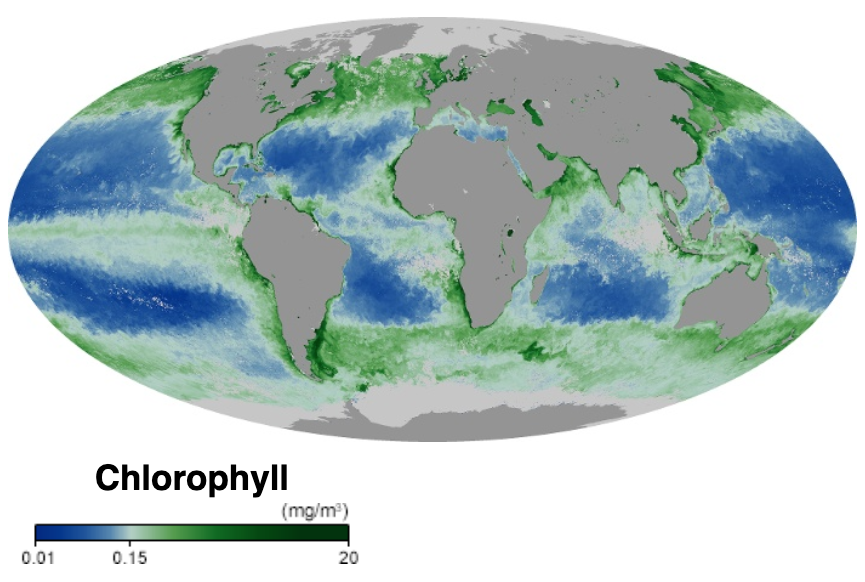
Ocean chlorophyll concentration as a proxy for marine إنتاج أولي. Green indicates where there are a lot of عوالق نباتية, while blue indicates where there are few phytoplankton. – NASA Earth Observatory 2019.

الإنتاج الأولي البحري هو التخليق الكيميائي في المحيطات للمركبات العضوية من الغلاف الجوي أو ثاني أكسيد الكربون المذاب. تحدث بشكل أساسي من خلال عملية التمثيل الضوئي ، والتي تستخدم الضوء كمصدر للطاقة ، ولكنها تحدث أيضًا من خلال التركيب الكيميائي ، الذي يستخدم أكسدة أو تقليل المركبات الكيميائية غير العضوية كمصدر للطاقة. تعتمد كل أشكال الحياة على الأرض تقريبًا بشكل مباشر أو غير مباشر على الإنتاج الأولي. تسمى الكائنات الحية المسؤولة عن الإنتاج الأولي بالمنتجين الأساسيين أو ذاتية التغذية.
يتم إنتاج معظم الإنتاج البحري الأولي من خلال مجموعة متنوعة من الكائنات الحية الدقيقة البحرية تسمى الطحالب والبكتيريا الزرقاء. يشكل هؤلاء معًا المنتجين الأساسيين في قاعدة السلسلة الغذائية للمحيطات وينتجون نصف الأكسجين في العالم. يدعم المنتجون البحريون الأساسيون جميع أشكال الحياة الحيوانية البحرية تقريبًا عن طريق توليد الأكسجين والغذاء اللازم للحيوانات البحرية. بعض المنتجين البحريين الأساسيين هم أيضًا مهندسو النظام الإيكولوجي الذين يغيرون البيئة ويوفرون موائل للحياة البحرية الأخرى.
يمكن مقارنة الإنتاج الأولي في المحيط بالإنتاج الأولي على اليابسة. على الصعيد العالمي ، ينتج كل من المحيطات والأرض نفس القدر من الإنتاج الأولي ، ولكن في المحيط يأتي الإنتاج الأساسي بشكل أساسي من البكتيريا الزرقاء والطحالب ، بينما يأتي على الأرض بشكل أساسي من النباتات الوعائية.
تشمل الطحالب البحرية الطحالب الدقيقة غير المرئية إلى حد كبير والتي غالبًا ما تكون أحادية الخلية ، والتي تشكل مع البكتيريا الزرقاء العوالق النباتية المحيطية ، بالإضافة إلى الطحالب الكبيرة متعددة الخلايا الأكبر والأكثر وضوحًا والمعقدة والتي تسمى عادةً الأعشاب البحرية. تم العثور على الأعشاب البحرية على طول المناطق الساحلية ، وتعيش على أرضية الرفوف القارية ويتم غسلها في مناطق المد والجزر. تنجرف بعض الأعشاب البحرية مع العوالق في المياه السطحية المضاءة بنور الشمس (المنطقة السطحية) للمحيطات المفتوحة. بالعودة إلى السيلوريان ، تطورت بعض العوالق النباتية إلى طحالب حمراء وبنية وخضراء. ثم غزت هذه الطحالب الأرض وبدأت في التطور إلى النباتات الأرضية التي نعرفها اليوم. في وقت لاحق من العصر الطباشيري ، عادت بعض هذه النباتات البرية إلى البحر مثل أشجار المانغروف والأعشاب البحرية. توجد هذه على طول السواحل في مناطق المد والجزر وفي المياه قليلة الملوحة من مصبات الأنهار. بالإضافة إلى ذلك ، يمكن العثور على بعض الأعشاب البحرية ، مثل الأعشاب البحرية ، على أعماق تصل إلى 50 مترًا في القيعان الناعمة والصلبة للجرف القاري.

## المنتجون البحريون الأساسيون
المنتجون الأساسيون هم الكائنات ذاتية التغذية التي تصنع طعامها بدلاً من أكل الكائنات الحية الأخرى. وهذا يعني أن المنتجين الأساسيين أصبحوا نقطة البداية في السلسلة الغذائية للكائنات غيرية التغذية التي تأكل الكائنات الحية الأخرى. بعض المنتجين الأساسيين البحريين هم بكتيريا وعتيقات متخصصة وهي كيميائية تغذي ، تصنع طعامها من خلال التجمع حول الفتحات الحرارية المائية والتسربات الباردة واستخدام التخليق الكيميائي. ومع ذلك ، فإن معظم الإنتاج البحري الأولي يأتي من الكائنات الحية التي تستخدم التمثيل الضوئي على ثاني أكسيد الكربون المذاب في الماء. تستخدم هذه العملية الطاقة من ضوء الشمس لتحويل الماء وثاني أكسيد الكربون إلى سكريات يمكن استخدامها كمصدر للطاقة الكيميائية وللجزيئات العضوية المستخدمة في المكونات الهيكلية للخلايا. المنتجون البحريون الأساسيون مهمون لأنهم يدعمون تقريبًا كل حياة الحيوانات البحرية عن طريق توليد معظم الأكسجين والغذاء الذي يزود الكائنات الحية الأخرى بالطاقة الكيميائية التي تحتاجها للوجود.
المنتجون الرئيسيون البحريون هم البكتيريا الزرقاء والطحالب والنباتات البحرية. الأكسجين الذي يتم إطلاقه كمنتج ثانوي لعملية التمثيل الضوئي تحتاجه جميع الكائنات الحية تقريبًا لإجراء التنفس الخلوي. بالإضافة إلى ذلك ، يكون للمنتجين الأساسيين تأثير في دورات الكربون والمياه العالمية. تعمل على استقرار المناطق الساحلية ويمكن أن توفر موائل للحيوانات البحرية. تم استخدام مصطلح التقسيم بشكل تقليدي بدلاً من اللجوء عند مناقشة المنتجين الأساسيين.

## البكتيريا الزرقاء
البكتيريا الزرقاء هي شعبة (قسم) من البكتيريا ، تتراوح من الخلية أحادية الخلية إلى الخيطية وتشمل الأنواع المستعمرة ، التي تثبت الكربون غير العضوي في مركبات الكربون العضوية. توجد في كل مكان تقريبًا على وجه الأرض: في التربة الرطبة وفي كل من المياه العذبة والبيئات البحرية ، وحتى في صخور القطب الجنوبي. على وجه الخصوص ، تحدث بعض الأنواع كخلايا عائمة عائمة في المحيط ، وعلى هذا النحو كانت من بين أولى العوالق النباتية. تعمل هذه البكتيريا مثل الطحالب حيث يمكنها معالجة النيتروجين من الغلاف الجوي عندما لا يكون هناك أي شيء في المحيط.

## أصباغ بيولوجية
الأصباغ البيولوجية هي أي مادة ملونة في الخلايا النباتية أو الحيوانية. تمتص جميع الأصباغ البيولوجية بشكل انتقائي أطوال موجية معينة من الضوء بينما تعكس أخرى. تتمثل الوظيفة الأساسية للأصباغ في النباتات في عملية التمثيل الضوئي ، والتي تستخدم صبغة الكلوروفيل الخضراء والعديد من الأصباغ الملونة التي تمتص أكبر قدر ممكن من الطاقة الضوئية. الكلوروفيل هو الصباغ الأساسي في النباتات. إنه كلور يمتص الأطوال الموجية الصفراء والزرقاء للضوء بينما يعكس اللون الأخضر. إن الوجود والوفرة النسبية للكلوروفيل هو الذي يعطي النباتات لونها الأخضر. تمتلك الطحالب والنباتات الخضراء شكلين من هذه الصبغة: الكلوروفيل أ والكلوروفيل ب. تحتوي أعشاب البحر ، والدياتومات ، وغيرها من مكونات التمثيل الضوئي على الكلوروفيل ج بدلاً من ب ، بينما تمتلك الطحالب الحمراء الكلوروفيل أ فقط. تعمل جميع مركبات الكلوروفيل كوسيلة أساسية تستخدمها النباتات لاعتراض الضوء من أجل تغذية عملية التمثيل الضوئي.

## الطحالب البحرية
الطحالب مصطلح غير رسمي لمجموعة واسعة النطاق ومتنوعة من الكائنات حقيقية النواة ذات التمثيل الضوئي والتي لا ترتبط بالضرورة ارتباطًا وثيقًا وبالتالي فهي متعددة الخلايا. على عكس النباتات العليا ، تفتقر الطحالب إلى الجذور والسيقان والأوراق.

## نباتات بحرية
بالعودة إلى العصر السيلوري ، تطورت بعض العوالق النباتية إلى طحالب حمراء وبنية وخضراء. ثم غزت الطحالب الخضراء الأرض وبدأت في التطور إلى النباتات الأرضية التي نعرفها اليوم. في وقت لاحق ، في العصر الطباشيري ، عادت بعض هذه النباتات البرية إلى البحر مثل أشجار المانغروف والأعشاب البحرية.
يمكن أن تزدهر الحياة النباتية في المياه معتدلة الملوحة في مصبات الأنهار ، حيث يمكن أن تنمو أشجار المانغروف أو عشب الحبل أو عشب الشاطئ. تنمو النباتات المزهرة في المياه الضحلة الرملية على شكل مروج الأعشاب البحرية ، تصطف أشجار المانغروف على الساحل في المناطق الاستوائية وشبه الاستوائية وتزدهر النباتات التي تتحمل الملح في المستنقعات المالحة التي تغمرها المياه بانتظام. كل هذه الموائل قادرة على عزل كميات كبيرة من الكربون ودعم مجموعة متنوعة بيولوجيًا من الحياة الحيوانية الأكبر والأصغر. يمكن العثور على النباتات البحرية في مناطق المد والجزر والمياه الضحلة ، مثل الأعشاب البحرية مثل عشبة الانقليس وعشب السلاحف البحرية. تكيفت هذه النباتات مع الملوحة العالية لبيئة المحيط.